# نمران (بيشة)
نمران هو إحد أحياء مدينة بيشة التابعة إلى منطقة عسير في المملكة العربية السعودية، ويقع حي الروشن في القسم الغربي من مدينة بيشة.

## التسمية
اشتق اسم نِمْرَان من النمر العربي حيث إن بيشة قديماً كانت عريناً للأسود ومربىً للنعام والظباء.

## أهم معالم حي نمران
- سوق نمران المركزي: وهو سوق تاريخي[2] ويعد من أكبر المراكز التجارية لقبيلة معاوية بجوار حي الروشن،[3] وقد لاقى في فترة سابقة بعضاً من التهميش وتراجع خدماته[4] وفي خطوة لاحقة قررت بلدية بيشة تطوير سوق نمران المركزي ليكون معلماً سياحياً في المدينة.[5]، يقع السوق على ضفاف وادي بيشة من جهة الشرق. يبدأ نشاط السوق فجر يوم الخميس من كل أسبوع وطيلة يوم كامل. وقد كانت أول إشارة للسوق ما ذكره الرحالة الفرنسي موريس تاميزيه والذي زار بيشة في منتصف القرن الثالث عشر الهجري،التاسع عشر الميلادي، أثناء حملة محمد علي باشا على عسير 1834م - 1249هـ[1]

يضم الحي أيضا مسجد نمران الكبير وعدداً من المدارس.